# Vasilios Papageorgiou
Vasilios Papageorgiou (griechisch Βασίλιος Παπαγεωργίου; Lebensdaten unbekannt) war ein griechischer Kugelstoßer, Diskuswerfer, Speerwerfer und Steinstoßer.
Bei den Olympischen Zwischenspielen 1906 in Athen wurde er Fünfter im Kugelstoßen. Im Diskuswurf (freier Stil), Diskuswurf (griechischer Stil), Speerwurf und Steinstoßen sind seine Platzierungen nicht überliefert.